# De Vliegende Non
De Vliegende Non is een Amerikaanse komedieserie met in de hoofdrol Sally Field. De serie werd oorspronkelijk uitgezonden door de Amerikaanse zender ABC van september 1967 t/m april 1970. In Nederland werd de serie in dezelfde periode uitgezonden door de AVRO

## Inhoud
Het verhaal is gebaseerd op het boek The Fifteenth Pelican van Tere Rios uit 1965. De televisieserie werd ontwikkeld door Bernard Slade. De muziek is van Dominic Frontiere.
Het verhaal gaat over de avonturen van een gemeenschap van nonnen in het klooster San Tanco in San Juan, Puerto Rico. De komische elementen in het verhaal werden geleverd door het vliegende vermogen van een beginnende non, zuster Bertrille. 
In de eerste aflevering arriveert Elsie Ethrington, een inwoonster van Chicago, in San Juan. Ze was gearresteerd omdat ze betrokken was bij een protestactie. Ze neemt nu de naam van zuster Bertrille aan. Ze komt uit een familie van artsen en wil graag non worden.
Dankzij een bijzondere nonskap en haar gewicht van slechts 45 kilo kan ze vliegen. Door haar vliegkunsten is ze meer in staat om anderen te helpen.

## Geschiedenis
De eerste aflevering werd opgenomen op locatie in Puerto Rico, maar daarna vonden de opnamen plaats bij Warner Brothers Ranch in Burbank, Californië.
Aanvankelijk was het programma zeer populair, ook bij kinderen. Later nam de populariteit af en de laatste aflevering werd uitgezonden in april 1970. De serie bestond uit 83 afleveringen.

## Merchandise
Een soundtrack LP met nummers uit de serie, gezongen door Sally Field, getiteld Star of the Flying Nun werd uitgebracht in 1967.
Een reeks romans gebaseerd op personages en dialogen uit de serie, werden geschreven door William Johnston en uitgegeven door Ace Books in de jaren zestig. Del Comics publiceerde 4 nummers van een stripboek gebaseerd op The Flying Nun in 1968.
In Nederland verschenen in 1968 verschillende Vliegende Non-puzzels voor kleuters.

## Rolverdeling
- Sally Field - Zuster Bertrille
- Marge Redmond - Zuster Jacqueline
- Madeleine Sherwood - Moeder Overste Placido
- Alejandro Rey - Carlos Ramirez
- Shelley Morrison - Zuster Sixto
- Linda Dangcil - Zuster Ana